# Sphaerilloides rugulosus
Sphaerilloides rugulosus is een pissebed uit de familie Armadillidae. De wetenschappelijke naam van de soort is voor het eerst geldig gepubliceerd in 1876 door Edward John Miers.